# Cruas
Cruas è un comune francese di 2 734 abitanti situato nel dipartimento dell'Ardèche della regione dell'Alvernia-Rodano-Alpi.
È sede di una centrale nucleare.

## Società

### Evoluzione demografica
Abitanti censiti